# Schijnkniptorren
De schijnkniptorren of zaagsprietkevers (Eucnemidae) zijn een familie van kevers uit de onderorde Polyphaga. In Nederland komen 8 soorten voor uit deze familie.

## Enkele geslachten en soorten
- Eucnemis Ahrens, 1812
  - Eucnemis capucina Ahrens, 1812 – Kapucijner klimkever
- Hylis Des Gozis, 1886
  - Hylis cariniceps (Reitter, 1902)
  - Hylis foveicollis (Thomson, 1874)
  - Hylis olexai (Palm, 1955)
  - Hylis procerulus (Mannerheim, 1823)
- Melasis Olivier, 1790
  - Melasis buprestoides (Linnaeus, 1760)
- Microrhagus Dejean, 1833
  - Microrhagus lepidus Rosenhauer, 1847
  - Microrhagus pygmaeus (Fabricius, 1793)